# Orthotmeta argillacea
Orthotmeta argillacea är en fjärilsart som beskrevs av Rothschild 1915. Orthotmeta argillacea ingår i släktet Orthotmeta och familjen mätare. Inga underarter finns listade i Catalogue of Life.